# Горнострелковая дивизия РККА
Горнострелко́вая диви́зия (гсд) — основная общевойсковая единица, соединение (дивизия) Красной армии (РККА) ВС Союза ССР.
Горнострелковая дивизия входила в род войск — стрелковые войска РККА (Сухопутные войска) ВС Союза ССР. Соединение состояло из управления, четырёх горнострелковых полков, лёгкого артиллерийского полка, гаубичного полка и других подразделений. Штатная численность личного состава (конец 1940 года) — 14 163 человека. Создание специальных дивизий для ведения боевых действий в горах началось в конце 1920-х годов. В 1928 году были переформированы 1-я и 3-я Туркестанские стрелковые дивизии, а в 1929 году — Азербайджанская. Горнострелковые дивизии входили в состав стрелковых корпусов и общевойсковых армий, предназначенных для действий на горных направлениях, в частности в Карпатах и на Кавказе. К началу Великой Отечественной войны в составе РККА Вооружённых Сил Союза ССР было 19 горнострелковых дивизий.

## Состав и организация

### Штат от 15.08.1940
| Части и подразделения | Численность, чел.                  |
| --- | ---------------------------------- |
| Управление дивизии (04/140) - Командование - Штаб - Оперативное отделение - Разведывательное отделение - Отделение связи - Строевое отделение - Отделение по тылу - Шифровальное отделение - Политотдел - Клуб - Типография - Командование дивизионной артиллерии - Штаб артиллерии - Артснабжение - Инженерная служба - Химическая служба - Снабжение дивизии - Санитарная служба - Ветеринарная служба - Финансовое отделение - Хозяйственное отделение и комендантский взвод - Штабной автопарк | 180 4 31 12 15 8 12 2 14 2 3 45 28 |
| Горнострелковый полк (04/141) - Штаб - Комендантский взвод - Стрелковое отделение - Хозяйственное отделение - Взвод конной разведки - 3 отделения, кажд. - Взвод пешей разведки - 4 отделения, кажд. - взвод ПВО - 3 отделения (по 1 счетверенной зенитной установке на грузовике), кажд. - Взвод ПХО - Музыкантский взвод - Рота связи - Управление и штабной взвод - Радиовзвод - 2 телефонных взвода (по 4 отделения), кажд. - Хозяйственное отделение - Саперная рота - Управление - 2 саперных взвода (по 4 отделения), кажд. - Станция снабжения водой - Хозяйственное отделение - 5 стрелковых рот, кажд. - Взвод управления - 3 стрелковых взвода, кажд. - Управление - 4 отделения, кажд. - Миномётное отделение (1 х 50-мм миномёт) - Пулеметный взвод - 3 отделения (1 станковый пулемёт), кажд. - Пулемётная рота - Управление - 3 пулемётных взвода, кажд. - 4 отделения (1 станковый пулемёт), кажд. - Хозяйственное отделение - Миномётная рота - Управление - 3 минометных взвода, кажд. - 4 отделения (1 х 82-мм миномёт), кажд. - Хозяйственное отделение - Горно-вьючная артиллерийская батарея - Взвод управления - Взвод связи - Разведывательный взвод - 2 огневых взвода (2 х 76-мм пушки), кажд. - Хозяйственное отделение - Медпункт - Ветлазарет - Рота боепитания - Рота обеспечения - Мастерская и склад - Мастерская ОВС |                                    |
| Батарея начальника артиллерии (04/149) - Управление - Отделение разведки - Взвод связи - Метеостанция - Хозяйственное отделение |                                    |
| Легкий артиллерийский полк (04/142) - Штаб и штабная батарея - Разведывательный взвод - Взвод связи - Взвод ПВО (2 счетверенных зен. установки) - Хозяйственное отделение - 2 артиллерийских дивизиона, кажд. - Штаб - Отделение разведки - Вычислительная команда - Взвод связи - 2 76-мм горно-вьючных батареи, кажд. - Штаб - Штабной взвод - 2 огневых взвода, кажд. - 2 отделения (1 х 76-мм горная пушка) - Пулемётное отделение - Хозяйственное отделение - 107-мм миномётная батарея - Штаб - Штабной взвод - 3 огневых взвода, кажд. - 2 отделения (1 х 107-мм миномёт), кажд. - Хозяйственное отделение - Взвод боепитания - Хозяйственное отделение - Медпункт - Ветлазарет - Артмастерская - Мастерская ОВС - Парк |                                    |
| Гаубичный артиллерийский полк (04/143) - Штаб и штабная батарея - Разведывательный взвод - Взвод связи - Взвод ПВО (2 счетверенных зен. установки) - Хозяйственное отделение - 2 гаубичных артиллерийских дивизиона, кажд. - Штаб - Отделение разведки - Вычислительная команда - Взвод связи - Комбинированное отделение - 3 122-мм гаубичных артиллерийских батареи, кажд. - Управление - Штабной взвод - 2 огневых взвода, кажд. - 2 отделения (1 х 122-мм гаубица), кажд. - Пулемётное отделение - Хозяйственное отделение - Взвод боепитания - Хозяйственное отделение - Медпункт - Ветлазарет - Артмастерская - Мастерская ОВС - Парк |                                    |
| Отдельный зенитно-артиллерийский дивизион (04/144) - Управление - Штабной взвод - 2 зенитно-артиллерийских батареи, кажд. - Управление - Взвод управления - 2 огневых взвода (2 х 37-мм зенитные пушки), кажд. - Зенитно-пулеметная рота - Взвод управления - 3 пулеметных взвода (4 х 12,7-мм пулемёта ДШК), кажд. - Взвод боепитания - Медпункт - Мастерская боепитания - Мастерская ОВС - Кухня - Автопарк |                                    |
| Отдельная противотанковая батарея (04/145) - Штабной взвод - 4 огневых взвода (2 х 45-мм противотанковых пушки), кажд. - Взвод боепитания - Подвижная автомастерская - Артиллерийская мастерская - Хозяйственное отделение |                                    |
| Отдельный кавалерийский эскадрон (04/146) - Штаб - 3 кавалерийских взвода, кажд. - Автоброневой взвод (5 х БА-6 или БА-10) - Хозяйственный взвод |                                    |
| Отдельный батальон связи (04/147) - Штаб - Штабная рота - Управление - Телеграфно-телефонное отделение - Взвод посыльных - Взвод собак-посыльных - Радиорота - Управление - Радиовзвод РСБ (2 радиостанции РСБ) - Радиовзвод 5-АК (4 радиостанции 5-АК) - Телефонно-светосигнальная рота - Управление - 1-й взвод (моторизованный) - 2-й и 3-й взводы, кажд. - 4-й и 5-й взводы, кажд. - Медпункт - Ветлазарет - Мастерская и отделение боепитания - Хозяйственное отделение - Мастерская ОВС |                                    |
| Отдельный саперный батальон (04/148) - Штаб - Взвод связи - 2 саперных роты, кажд. - Отделение управления - Моторизованный саперный взвод - 2 саперных взвода, кажд. - Технический взвод - Переправочный парк - Подразделения обеспечения - Специальный взвод |                                    |
| Артиллерийский парк (04/151) - Штаб - Отделение управления - Политическое отделение - Медицинское отделение - Приемно-сортировочный пункт - Отделение связи - Транспортный парк (лошадиная тяга) - Отделение управления - 1-й и 2-й взводы, кажд. - 3-й взвод - 4-й взвод - Парк боепитания (моторизованный) - Отделение управления - 5-й взвод - 6-й и 7-й взводы, кажд. - Медпункт - Ветлазарет - Парковый взвод - Взвод обеспечения |                                    |
| Отдельная автотранспортная рота (04/150) - Отделение управления - 2 взвода подвоза, кажд. - Отделение приема и распределения - Парковый взвод - Хозяйственное отделение | 90 7 28 3 18 6                     |
| Отдельный медицинско-санитарный батальон (04/152) - Штаб - Штабной взвод - Отделение связи - Медицинская рота - Управление - Приемно-сортировочный взвод - Операционно-перевязочный взвод - Взвод помощи легкораненым - Госпитальный взвод - Эвакуационная рота - Управление - Взвод носильщиков - Эвакуационный взвод на конной тяге - Моторизованный эвакуационный взвод - Технический взвод - Управление - Лаборатория - Стерилизационное отделение - Дегазационное отделение - Рентгеновская установка - Парковый взвод - Хозяйственное отделение |                                    |
| Полевая хлебопекарня (04/112) | 144                                |
| Дивизионная артиллерийская мастерская (04/811) | 46                                 |
| Шорно-седельная мастерская (024/609) | 22                                 |
| Дивизионный ветеринарный лазарет (04/116) | 9                                  |
| Отделение военных юристов (04/117) | 6                                  |
| Военный трибунал (04/637) | 12                                 |
| Взвод НКВД (04/418) | 36                                 |
| Полевая почтовая станция (014/388) | 19                                 |
| Полевая касса Госбанка (04/16) | 3                                  |

ВСЕГО:
- 14 163 человек
- 350 единиц ручных пулемётов
- 110 единиц станковых пулемётов
- 16 единиц 7,62-мм счетверённых зенитных установок
- 12 единиц 12,7-мм пулемётов ДШК
- 60 единиц 50-мм ротных миномётов
- 48 единиц 82-мм батальонных миномётов
- 12 единиц 107-мм горных миномётов
- 8 единиц 37-мм зенитных пушек
- 8 единиц 45-мм противотанковых пушек
- 32 единицы 76-мм горных пушки
- 24 единицы 122-мм гаубицы
- 5 единиц бронеавтомобилей

## Тактические задачи
Боевая подготовка горнострелковых дивизий не была ориентирована на действия в условиях высокогорья — по мнению Управления горной лыжной и физической подготовки РККА действия в условиях, требующих специальной альпинистской подготовки, были маловероятны.

## Дислокация советскихгорнострелковых дивизийна 22 июня 1941 года
| Действительное наименование формирования                                                                                       | Командир                     | Место дислокации                                                                      | Корпус    | Армия | Фронт, округ |
| --- | ---------------------------- | ------------------------------------------------------------------------------------- | --------- | ----- | ------------ |
| 9-я горнострелковая дивизия им. Верховного Совета Грузинской ССР (можно встретить упоминание по месту дислокации — Кавказская) | полковник (п-к) Маслов В. Т. | советско-турецкая граница, Грузия, Аджарская АССР, г. Батуми                          | 40 ск     |       | ЗакВО        |
| 20-я Краснознамённая гсд | п-к Турчинский А. П.         | советско-турецкая граница, Армения, г. Ленинакан                                      | 3 ск      |       | ЗакВО        |
| 28-я Горская Краснознамённая гсд им. В. М. Азина                                                                               | ген.-м. Новик К. И.          | г. Сочи                                                                               | 34 ск     | 19 А  | Резерв       |
| 30-я Иркутская ордена Ленина Краснознамённая ордена Трудового Красного Знамени гсд им. Верховного Совета РСФСР                 | ген.-м. Галактионов С. Г.    | Молдавия, передислокация из г. Рыбница в район севернее г. Бельцы                     | 48 ск     | 9 А   | ЮФ           |
| 44-я Киевская Краснознаменная гсд им. Щорса                                                                                    | ген.-м. Ткаченко С. А.       | советско-венгерская граница, Украина, Львовский выступ, Станиславская обл., м. Долина | 13 ск     | 12 А  | ЮЗФ          |
| 47 Краснознамённая Грузинская гсд им. И. В. Сталина                                                                            | п-к Гринченко Т. У.          | советско-турецкая граница, Грузия, Аджарская АССР, г. Батуми                          | 3 ск      |       | ЗакВО        |
| 58 гсд | ген.-м. Прошкин Н. И.        | советско-венгерская граница, Украина, Станиславская обл., м. Вижница                  | 13 ск     | 12 А  | ЮЗФ          |
| 60-я Кавказская гсд им. Степина                                                                                                | ген.-м. Салихов М. Б.        | советско-румынская граница, Украина, г. Черновцы                                      | 17 ск     | 12 А  | ЮЗФ          |
| 63-я ордена Красной Звезды гсд имени М. В. Фрунзе                                                                              | ген.-м. Крупников А. М.      | Армения, г. Кировакан                                                                 |           |       | ЗакВО        |
| 68-я Туркестанская Краснознамённая гсд                                                                                         | ген.-м. Стриженко Н. М.      | Туркмения, г. Ашхабад                                                                 | 58 ск     |       | САВО         |
| 72 гсд | ген.-м. Абрамидзе П. И.      | советско-германская граница, Украина, Львовский выступ, м. Нижанковичи                | 8 ск      | 26 А  | ЮЗФ          |
| 76-я Армянская Краснознамённая гсд им. К. Е. Ворошилова                                                                        | ген.-м. Горюнов К. И.        | Азербайджан, г. Нахичевань                                                            |           |       | ЗакВО        |
| 77-я Азербайджанская Краснознамённая гсд им. С. Орджоникидзе                                                                   | п-к Пименов М. Я.            | Азербайджан, г. Баку                                                                  |           |       | ЗакВО        |
| 83-я Туркестанская гсд | ген.-м. Байдалинов С. А.     | Туркмения, г. Красноводск                                                             | 58 ск     |       | САВО         |
| 96-я Винницкая гсд им. Ф. Я. Фабрициуса                                                                                        | п-к Шепетов И. М.            | советско-румынская граница, Украина, Черновицкая обл., м. Сторожинец                  | 17 ск     | 12 А  | ЮЗФ          |
| 101 гсд | п-к Пичугин И. П.            | Камчатка                                                                              | Особый ск |       | ДВФ          |
| 138-я Краснознамённая гсд | ген.-м. Ищенко Я. А.         | советско-турецкая граница, Армянская ССР, г. Октемберян                               | 23 ск     |       | ЗакВО        |
| 192 гсд | ген.-м. Привалов П. Ф.       | Украина, советско-венгерская граница, Львовский выступ, у г. Борислав                 | 13 ск     | 12 А  | ЮЗФ          |
| 194 гсд | п-к Шутов И. М.              | г. Ташкент                                                                            | 58 ск     |       | САВО         |

## Полный список горнострелковых дивизий РККА (до февраля 1946 года) по времени сформирования
| Год формирования   | Дивизия | Источник формирования | Год расформирования  | Статус                                                 |
| ------------------ | --- | --- | -------------------- | ------------------------------------------------------ |
| 1922               | Армянская Краснознамённая им. К. Е. Ворошилова                                                             | Сформирована | июль 1936            | Переименована в 76-ю Армянскую горнострелковую         |
| конец 1929         | 1-я Туркестанская гсд                                                                                      | Переформирована из 1-й Туркестанской стрелковой дивизии | май 1936             | преобразована в 83 гсд                                 |
| 13 февраля 1930    | 3-я Туркестанская гсд                                                                                      | Переформирована из 3-й Туркестанской стрелковой дивизии | май 1936             | Преобразована в 68 гсд                                 |
|                    | 47-я Краснознаменная им. И.В. Сталина                                                                      | Переформирована из Грузинской стрелковой дивизии | 30 июня 1942         | Погибла в Харьковском котле                            |
|                    | 3-я Кавказская Краснознаменная                                                                             | | июль 1936            | Переименована в 20-ю горнострелковую дивизию           |
| 1931               | 9-я Кавказская им. Верховного Совета Грузинской ССР                                                        | Переформирована из 1-й Кавказской стрелковой дивизии | Сентябрь 1943        | Переформирована в 9-ю пластунскую стрелковую дивизию   |
| май 1936           | 83-я гсд                                                                                                   | Переформирована из 1-й Туркестанской горнострелковой дивизии | октябрь 1943         | переформирована в 128-ю гвардейскую стрелковую дивизию |
| май 1936           | 68-я Туркестанская Краснознамённая гсд                                                                     | Переформирована из 3-й Туркестанской горнострелковой дивизии | май-июль 1946        | расформирована в г.Махачкала                           |
| июль 1936          | 20-я Кавказская Краснознамённая                                                                            | Переформирована из 3-й Кавказской горнострелковой дивизии | 21 апреля 1944       | Переформирована в 20-ю стрелковую дивизию              |
| июль 1936          | 76-я Армянская Краснознамённая им. К. Е. Ворошилова                                                        | Переименована из Армянской горнострелковой дивизии | 9 декабря 1941       | Переформирована в 76-ю стрелковую дивизию              |
| июль 1936          | 77-я Азербайджанская Краснознамённая им. С. Орджоникидзе                                                   | Переформирована из Азербайджанской стрелковой дивизии | 11 мая 1942          | Переформирована в 77-ю стрелковую дивизию              |
| июль 1936          | 63-я Грузинская ордена Красной Звезды им. М. В. Фрунзе                                                     | Переформирована из 2-й Грузинской стрелковой дивизии | 14 июня 1942         | Расформирована                                         |
| не ранее 1938      | 28-я Горская им. В. М. Азина                                                                               | Переформирована из 28-й стрелковой дивизии | 19 сентября 1941     | Переформирована в 28-ю стрелковую дивизию              |
| 1 января 1937 года | 98 гсд | из 4-го Башкирского отдельного территориального стрелкового полка | 28 августа 1938 года | Формирования дополнили 101-ю горнострелковую дивизию   |
| 1938               | 101-я | на базе 292-го стрелкового полка Тихоокеанского флота (ТОФ) ВС СССР, формирования 98 гсд дополнили и из 60-го Камчатского морского пограничного отряда, были переданы Ключевская, Усть-Большерецкая, Петропавловская манёвренные группы и батарея 107-мм пушек | июнь 1942            | Переформирована в 101-ю стрелковую дивизию             |
| январь 1939        | 79-я | Переформирована из Сахалинской стрелковой дивизии | 1940                 | Переформирована в 79-ю стрелковую дивизию              |
| лето 1939          | 54-я | | 1940                 | Переформирована в 54-ю стрелковую дивизию              |
| Март-июнь 1939     | 104-я | Сформирована на базе 162-го стрелкового полка 52-й стрелковой дивизии и частей 54-й стрелковой дивизии | Лето 1940            | Переформирована в 104-ю стрелковую дивизию             |
| конец 1939         | 192-я | Переформирована из 192-й стрелковой дивизии | сентябрь 1941        |                                                        |
| 24 апреля 1941     | 44-я Киевская Краснознаменная им. Н. А. Щорса                                                              | Переформирована из 44-й стрелковой дивизии | 19 сентября 1941     | Уничтожена в Уманском котле                            |
| 24 апреля 1941     | 58-я | Переформирована из 58-й стрелковой дивизии | 19 сентября 1941     |                                                        |
| 24 апреля 1941     | 60-я Кавказская им. Степина                                                                                | Переформирована из 60-й Кавказской стрелковой дивизии | 19 сентября 1941     | Уничтожена в Уманском котле                            |
| 24 апреля 1941     | 72-я гсд                                                                                                   | Переформирована из 72-й стрелковой дивизии | 19 сентября 1941     | Расформирована как погибшая в Уманском котле           |
| апрель 1941        | 96-я Винницкая им. Я. Ф. Фабрициуса                                                                        | Переформирована из 96-й стрелковой дивизии | 9 сентября 1941      | Переформирована в 96-ю стрелковую дивизию              |
| апрель 1941        | 138-я Краснознамённая                                                                                      | Переформирована из 138-й стрелковой дивизии | март 1942            |                                                        |
| май 1941           | 30-я Иркутская ордена Ленина Краснознамённая ордена Трудового Красного Знамени им. Верховного Совета РСФСР | Переформирована из 30-й стрелковой дивизии | 25 августа 1941      | Переформирована в 30-ю стрелковую дивизию              |
| май 1941           | 194-я | Переформирована из 194-й механизированной дивизии | 1941                 | Переформирована в 194-ю стрелковую дивизию             |
| 15 июля 1941       | 302-я | Сформирована согласно Директиве Генштаба № 768/орг | март-апрель 1942     | Переформирована в стрелковую дивизию                   |
| 25 августа 1944    | 318-я Новороссийская имени ВЦИК ордена Суворова                                                            | Переформирована из 318-й стрелковой дивизии |                      | Переименована в 53-ю горнострелковую дивизию           |
| 29 августа 1942    | 242-я Таманская Краснознаменная ордена Кутузова 2-й степени                                                | Переформирована из 242-й стрелковой дивизии, ранее 465-я стрелковая дивизия | 1947                 | Расформирована                                         |
|                    | 53-я | Переименована из 318-й горнострелковой дивизии | 9 сентября 1955      | Переформирована в 39-ю механизированную дивизию        |